# Skoki narciarskie w Islandii
Reprezentanci Islandii w skokach narciarskich występowali na arenie międzynarodowej od lat 20. do początku lat 60. XX wieku.
Mimo iż warunki naturalne w Islandii sprzyjają uprawianiu skoków narciarskich (jest to kraj wyżynno-górzysty o bardzo chłodnym klimacie), zawodnicy z tego kraju nigdy nie odgrywali znaczącej roli w tej dyscyplinie.
Ostatnie oficjalne zawody odbyły się w Islandii prawdopodobnie w 1995.

## Islandczycy na igrzyskach olimpijskich
Islandzcy skoczkowie narciarscy trzykrotnie wystąpili w konkursach skoków narciarskich rozgrywanych w ramach zimowych igrzysk olimpijskich. Miało to miejsce w latach: 1948, 1952 i 1960. Za każdym razem udział w zawodach brał 1 Islandczyk, który startował w konkursie na skoczni normalnej. Najlepszym wynikiem, jaki osiągnął reprezentant Islandii było 35. miejsce, jakie w 1952 roku zajął Ari Guðmundsson.

### Zimowe Igrzyska Olimpijskie 1948
Na Zimowych Igrzyskach Olimpijskich 1948 rozegranych w szwajcarskiej miejscowości Sankt Moritz wystartowała reprezentacja Islandii złożona z czterech zawodników, w tym jednego skoczka narciarskiego – Jónasa Ásgeirssona, który wystartował w konkursie rozegranym na Olympiaschanze.
Ásgeirsson za skoki na odległość 57 m oraz 59,5 m uzyskał notę 179,8 pkt, co dało mu 37. miejsce w gronie 46 zawodników. Mistrzem olimpijskim został wówczas Norweg Petter Hugsted.

#### Skrócone wyniki
| L.p. | zawodnik             | odległość | pkt   |
| 1.   | Petter Hugsted       | 65,0 m    | 226,0 |
| 1.   | Petter Hugsted       | 70,0 m    | 226,0 |
| 2.   | Birger Ruud          | 64,0 m    | 226,6 |
| 2.   | Birger Ruud          | 67,0 m    | 226,6 |
| 3.   | Thorleif Schjelderup | 64,0 m    | 225,1 |
| 3.   | Thorleif Schjelderup | 67,0 m    | 225,1 |
| 37.  | Jónas Ásgeirsson     | 57,0 m    | 179,8 |
| 37.  | Jónas Ásgeirsson     | 59,5 m    | 179,8 |

### Zimowe Igrzyska Olimpijskie 1952
Cztery lata później, na igrzyskach w Oslo, Islandię reprezentował Ari Guðmundsson. Islandczyk uzyskał notę 183,0 pkt, co pozwoliło mu na zajęcie 35. miejsca w gronie 43 skoczków. Warto nadmienić, że Guðmundsson wyprzedził wówczas m.in. Leopolda Tajnera, który był 39. Mistrzem olimpijskim został wówczas reprezentant gospodarzy, Arnfinn Bergmann.

#### Skrócone wyniki
| L.p. | zawodnik           | odległość | noty za styl | noty za styl | noty za styl | noty za styl | noty za styl | pkt   |
| L.p. | zawodnik           | odległość | A            | B            | C            | D            | E            | pkt   |
| 1.   | Arnfinn Bergmann   | 67,5 m    | 18,0         | 18,0         | 17,5         | 18,5         | 19,0         | 226,0 |
| 1.   | Arnfinn Bergmann   | 68,0 m    | 18,5         | 18,5         | 18,5         | 19,0         | 19,5         | 226,0 |
| 2.   | Torbjørn Falkanger | 68,0 m    | 18,0         | 18,5         | 17,0         | 18,5         | 18,5         | 221,5 |
| 2.   | Torbjørn Falkanger | 64,0 m    | 18,0         | 18,0         | 18,0         | 18,5         | 19,0         | 221,5 |
| 3.   | Karl Holmström     | 67,0 m    | 18,0         | 17,5         | 16,5         | 18,5         | 17,5         | 219,5 |
| 3.   | Karl Holmström     | 65,5 m    | 18,0         | 18,0         | 17,5         | 18,0         | 18,0         | 219,5 |
| 35.  | Ari Guðmundsson    | 60,0 m    | 14,5         | 11,5         | 12,5         | 15,0         | 12,0         | 183,0 |
| 35.  | Ari Guðmundsson    | 59,0 m    | 15,5         | 14,5         | 15,0         | 16,5         | 14,0         | 183,0 |

### Zimowe Igrzyska Olimpijskie 1960
Islandcy skoczkowie powrócili na igrzyska dopiero po ośmiu latach. Na ZIO 1960 w amerykańskim Squaw Valley pojechało czterech islandzkich sportowców, w tym jeden skoczek – Skarphéðinn Guðmundsson. Islandczyk uzyskał notę 183,0 pkt, co pozwoliło mu na zajęcie 43. miejsca w gronie 45 skoczków. Podczas konkursu Guðmundsson dwukrotnie skoczył 64 metry, co do dziś jest najdalszym skokiem oddanym przez reprezentanta Islandii. Mistrzem olimpijskim został wówczas reprezentant Niemiec, Helmut Recknagel.

#### Skrócone wyniki
| L.p. | zawodnik                | odległość | noty za styl | noty za styl | noty za styl | noty za styl | noty za styl | pkt   |
| L.p. | zawodnik                | odległość | A            | B            | C            | D            | E            | pkt   |
| 1.   | Helmut Recknagel        | 93,5 m    | 18,5         | 18,0         | 18,0         | 17,5         | 18,0         | 226,0 |
| 1.   | Helmut Recknagel        | 84,5 m    | 18,0         | 18,0         | 18,0         | 17,5         | 18,5         | 226,0 |
| 2.   | Niilo Halonen           | 92,5 m    | 17,5         | 17,5         | 17,0         | 17,5         | 17,5         | 221,5 |
| 2.   | Niilo Halonen           | 83,5 m    | 17,5         | 17,5         | 17,5         | 18,0         | 17,5         | 221,5 |
| 3.   | Otto Leodolter          | 88,5 m    | 17,5         | 17,0         | 17,5         | 17,5         | 16,5         | 219,5 |
| 3.   | Otto Leodolter          | 83,5 m    | 17,5         | 17,5         | 18,0         | 18,0         | 17,0         | 219,5 |
| 43.  | Skarphéðinn Guðmundsson | 64,0 m    | 13,0         | 11,5         | 12,0         | 12,0         | 13,0         | 183,0 |
| 43.  | Skarphéðinn Guðmundsson | 64,0 m    | 13,5         | 12,5         | 12,5         | 13,5         | 14,0         | 183,0 |

## Zawody krajowe

### Andrésar Andarleikarnir
W latach 1981–1995 (z przerwą w roku 1982) na skoczni Hlíðarfjall (K25) w Akureyri, w ramach igrzysk młodzieży pod nazwą Andrésar Andarleikarnir organizowano konkursy skoków narciarskich w kategoriach wiekowych 9-12 lat.
W zawodach brała udział młodzież z całego kraju, głównie z jego północy (m.in. Akureyri, Ólafsfjörður, Ísafjörður, Siglufjörður, Reykjavík, Dalvík).
| Kristinn Björnsson Grétar Björnsson Halldór Bragason (11 zawodników) |

| Kristinn Björnsson Magnús Þorgeirsson Gunnlaugur Magnússon (11 zawodników) |

### Wielokrotni medaliści
| Jóhann G Möller Ásmundur Einarsson Bjartmar Guðmundsson Kristinn Björnsson Sverrir Rúnarsson Grétar Björnsson Börkur Þórðarson Helgi Steinar Andrésson Ingvar Steinarsson Gunnlaugur Magnússon Alfreð Alfreðsson Þorvaldur Guðbjörnsson Arnar Gauti Reynisson | Tómas P Sigursteinsson Davíð Jónsson Tryggvi Jónasson Ólafur Valtýr Rögnvaldsson Jóhann Þórhallsson Jóhann Þór Guðjónsson Magnús Magnússon Birgir Hákon Hafstein Brynjar Harðarson Ingi Valur Davíðsson Gústaf Guðbrandsson Þórarinn Jóhannsson Magnús Þorgeirsson | Þorvaldur Þorsteinsson Björgvin Björgvinsson Kristján Kristjánsson Ásgeir H Leifsson Hjörtur Jónsson Logi Þórðarson Halldór Bragason Hjalti Egilsson Gunnar Hrafn Hall Axel Grettisson Egill Arnar Birgisson Kristinn Magnússon William Geir Þorsteinsson |

## Skocznie narciarskie w Islandii
| Ólafsfjörður Akureyri × | Skocznia narciarska Hlíðarfjall w Akureyri to największy obiekt w kraju umożliwiający oddawanie skoków narciarskich. Punkt konstrukcyjny obiektu znajduje się na 25 metrze. Rekordzistą jest Kristinn Björnsson, który podczas zawodów Andrésar Andarleikarnir w 1984 roku skoczył 29,5 metra. Skocznia narciarska w Ólafsfjörður jest drugą co wielkości skocznią w Islandii. Punkt konstrukcyjny umiejscowiony jest na 15 metrze zeskoku. |

## Skocznia w grach komputerowych
W grze Deluxe Ski Jump 2 istnieje możliwość oddawania wirtualnych skoków na obiekcie K190 w Islandii, zaś w nowszej wersji tej gry Deluxe Ski Jump 3 można spróbować swoich sił na skoczni o HS 275.